# Pedro Gosseal
Pedro Gosseal (Goltzius, Goltz, Gocial) (Lovaina, Países Bajos de los Habsburgo 1497 o 1498-1570 Quito, Real Audiencia de Quito) fue un religioso franciscano, pintor y escultor flamenco. 
Está considerado el promotor de la corriente artística conocida como Escuela Quiteña. Uno de los primeros maestros de pintura que tuvo Quito en el siglo XVI. Llamado por los indígenas de esta ciudad como "Fray Pedro Pintor".

## Biografía
Pedro Gosseal de ascendencia flamenca, nace en Lovaina entre los años 1497 y 1498, fecha que fue deducida de un documento de 1557 en donde juramenta: ”soy de edad de 60 años más o menos”. Fray Pedro Gosseal o "Fray Pedro Pintor", (apodo que compartía con Pedro Bedón) es uno de los franciscanos que se establecieron en la recientemente fundada ciudad de Quito en el siglo XVI, junto a Fray Jodoco Ricke, del cual fue su “compañero inseparable”, según él mismo escribe en 1556 una carta al Guardián del Convento de Gante y habla de Gosseal con mucha amabilidad. La figura de éste franciscano es la de un hombre carismático y dedicado, con una separación total de los bienes materiales e incluso de su familia, ya que luego de llegar a Quito, este fraile prefirió permanecer en el anonimato durante los 36 años que vivió en el Convento de San Francisco, por lo que no hay dato alguno de que Fray Pedro haya escrito cartas. Tampoco existen archivos antiguos sobre su permanencia en Quito, se conoce de su persona gracias a los testimonios escritos de algunos frailes, en especial de Jodoco Ricke. 
Su idioma materno fue el neerlandés y el flamenco, de ahí que varios historiadores sostienen que el verdadero apellido de Fray Pedro, es Goltzius o Goltz, el cual corresponde a una familia de artistas. Según el historiador ecuatoriano, Padre Franciscano Agustín Moreno O.F.M., en su libro: “Fray Jodoco Rique y Fray Pedro Gocial”, en el siglo XV existió un Hubert Goltz, pintor establecido en Vanloo, quién tuvo un hermano llamado Sybrecht Goltz que tenía el oficio de escultor; el nieto de Hubert, Hendrick Goltzius, fue un excelente grabador y pintor. También hay otro Hubert Goltzius nacido en Venloo en 1526, vivió en Brujas y murió en 1583. Lo que significaría que de acuerdo a los datos obtenidos, Pedro Gosseal muy probablemente viene de ésta descendencia familiar de artistas.
En la relación manuscrita de Fray Diego de Vera, quién vivió con Fray Jodoco en Quito, desde 1548, se dice que Carlos V, “movido por la inocencia de las costumbres y la dulzura del carácter de fray Jodoco Ricke y de fray Pedro Gosseal les consideró idóneos para que viniesen a difundir la religión en sus dominios de las Indias”. Con el apoyo económico de la Reina de España, empezaron fray Pedro y fray Jodoco, el viaje hacia las lejanas tierras de la actual América. Desde Tolosa, donde se encontraban, viajaron hasta Cádiz y luego de 13 meses de estadía en España, donde aprendieron mucho y enriquecieron su espíritu benéfico, zarparon a bordo del barco “La Trinidad”, dentro de un grupo de 21 franciscanos que debían ser distribuidos por el Comisario General de las Indias entre Nicaragua, Santa Marta y Cartagena, a finales de septiembre o principios de octubre de 1533.
El viaje desde la Isla de Gomera en las Canarias (donde paraban para abastecerse de provisiones) hasta el Puerto de Sto. Domingo duraba 2 meses aproximadamente. Desembarcaron en la isla Española el 19 de diciembre de 1533 y estuvieron en el convento franciscano de Santo Domingo, en donde aprovecharon la vasta literatura que allí se encontraba e incluso, algunos de esos libros fueron traídos a Quito por estos dos frailes. 
Pedro Gosseal llegó a Quito junto con los primeros franciscanos que arribaron a la ciudad fundada por Sebastián de Belalcázar. Contribuyó en la construcción de los primeros asentamientos del actual Convento de San Francisco de Quito. 

### Obras
Una de las primeras labores hechas por los franciscanos fueron las tejas, en el sitio llamado “El Tejar” (Barrio histórico quiteño), para cubrir las necesidades de la ciudad. Fray Pedro en 1538 pide al Cabildo unos solares para utilizarlos como huerto. Enseñó a cuidar y multiplicar los bueyes para que les sirva en las tareas agrícolas. Ayudó a Fray Jodoco en la elaboración de los planos de la actual Iglesia Franciscana de Quito, basándose estos en el Tratado de arquitectura de Sebastián Serlio. 
Algunas de las obras artísticas que se conservan en el Convento de San Francisco de Quito son atribuidas a este maestro, entre ellas están:
- La Virgen de la Antigua. Pintura, con soporte de piedra que se encuentra en uno de los arcos al interior de la Iglesia de San Francisco.
- San Pedro y San Pablo. Esculturas de madera, ubicadas actualmente en la sacristía de la iglesia.
- Los altorrelieves del altar principal, referentes a los cuatro evangelistas.
- San Antonio de Padua y San Diego de Alcalá. Esculturas, en soporte de tabla.
- La serie de los Santos Terciarios. Serie de pinturas sobre lienzos, atribuida a uno de sus discípulos, Andrés Sánchez Gallque.[3]
- Nuestra Señora Virgen de los Remedios. Escultura de piedra, que se halla actualmente en el Claustro del Museo Franciscano que lleva su nombre.

### Escuela de artes y oficios
El 27 de diciembre de 1551 funda junto a Fray Jodoco Ricke la primera “Escuela de Artes y Oficios llamada "San Juan Evangelista”, escuela dedicada, a través del adoctrinamiento cristiano, para la educación y formación de los habitantes de Quito en el siglo XVI. En 1559 la escuela cambia el nombre por el de “San Andrés”, en homenaje a uno de sus principales benefactores, el Virrey Andrés Hurtado de Mendoza. En esta escuela franciscana tiene su origen la tendencia artística barroca de Quito, conocida como Escuela Quiteña de arte, razón por la cual Quito fue declarada Primera Ciudad Patrimonio Cultural de la Humanidad en América.  En esta Escuela aprendieron los indígenas, criollos y españoles a trabajar la piedra, la madera, el hierro, aprendieron a dorar libros, a elaborar tejas y ladrillos, a levantar casas al estilo europeo.  En el área artístico – cultural, aprendieron la construcción de instrumentos musicales, la lectura del pentagrama, y especialmente la pintura de caballete al igual que a esculpir la madera y la piedra. Pedro Gosseal fue el primer maestro de pintura en Quito en esta escuela.

## Museo "Fray Pedro Gocial"

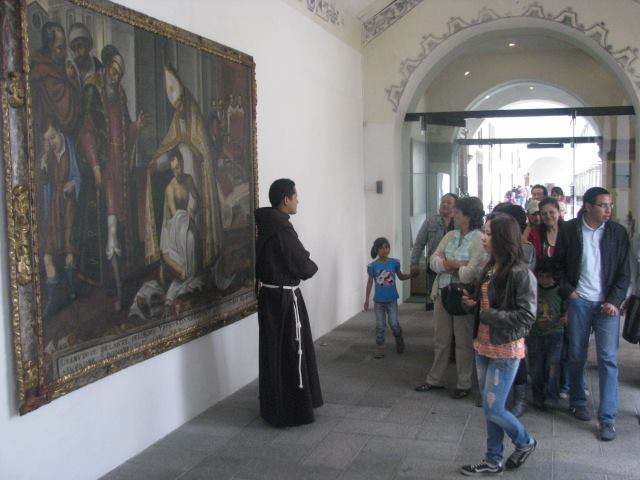
Sala de la Gènesis Franciscana en el Museo Fray Pedro Gocial de Quito.

El Convento de San Francisco de Quito, fundado en el siglo XVI por Fray Jodoco Ricke posee en su interior una gran gama de colecciones de obras artísticas patrimoniales que pertenecen a la época colonial. El museo lleva el nombre de "Fray Pedro Gocial" en homenaje a éste histórico fraile franciscano. Las obras exhibidas en sus galerías pertenecen a los siglos XVI, XVII y XVIII en donde se destacan obras consideradas iconos del convento y de la ciudad como son la Virgen de Quito y Jesús del Gran Poder. Además, ahí también se encuentra el retrato de Jodoco Ricke por Andrés Astudillo. Contiene más de 300 piezas patrimoniales en exhibición distribuidas en seis salas a lo largo de la parte pública del convento, lo que la convierte en uno de los museos de arte colonial más importantes de Quito, junto al Museo del Padre Pedro Bedón, de la orden dominica. Este museo rinde tributo a uno de los fundadores de la orden franciscana de Ecuador y que con extrema humildad no permitió que se atribuyeran a su nombre grandes obras y trabajó en el anonimato. Esto lo enseñaría en la Escuela Quiteña, especialmente las primeras generaciones, por lo que la autoría de las pinturas, retablos, altares, esculturas e imagenerías se mantendría en el anonimato, como una ofrenda fruto de la devoción de sus miembros. Posteriormente empezaría a popularizarse la firma de las obras y nacerían los grandes nombres de artistas como Miguel de Santiago, Isabel de Santiago, Goríbar, Caspicara, Legarda, Manuel de Samaniego, que se muestran en las exhibiciones.